# کاستلو دآگونیا
کاستلو دآگونیا (به ایتالیایی: Castello d'Agogna) یک کومونه در ایتالیا است که در استان پاویا واقع شده‌است.

## خصوصیات
کاستلو دآگونیا ۱۰٫۶ کیلومترمربع مساحت و ۱٬۰۰۸ نفر جمعیت دارد.